# Evangelisches Gemeindehaus (Ötisheim)
Das Evangelische Gemeindehaus, auch altes Rathaus genannt, ist ein denkmalgeschütztes Gebäude in Ötisheim in Baden-Württemberg und war ursprünglich das Rathaus.

## Lage
Das Evangelische Gemeindehaus befindet sich an der Schönenberger Straße 5, direkt an der Michaelskirche.

## Beschreibung
Der zweigeschossige traufseitige Fachwerkbau steht auf massivem Sockel. Der Südgiebel ist einfach gehalten, während der Nordgiebel mit reich ornamentierten Streben und Fensterbrüstungsfeldern versehen ist. Eine sehr breite und reich profilierte Stockwerkgurte umgibt das Gebäude und die Fenstererker, Kellertür sind mit profiliertem Werksteingewände geschmückt. Geschützt nach § 28 DSchG.

## Geschichte
Das ca. 1600 errichtete Gebäude überstand neben der Kirche, dem Pfleghof sowie einigen wenigen Häusern die Zerstörung nach der Schlacht bei Ötisheim durch französischen Truppen im Jahr 1692. Nachdem der Friedhof an der Kirche an das obere Tor (Kriegerdenkmal) verlegt wurde, erbaute man dort ein neues Rathaus. Später kam die Schule hinein. Nach dem Bau der neuen Schule stand das Gemeindehaus leer, bis der Teppichfabrikant Mack das Haus kaufte, dort eine Fabrik einrichtete. Es diente später als Wohnhaus. 1950 kaufte die evangelische Kirchengemeinde das Gebäude und renovierte es. Heute befindet sich dort ein Gemeindesaal und drei Wohnungen.